# 松平正方
松平 正方（まつだいら まさかた）は、江戸時代中期の旗本（寄合）。正朝系大河内松平家4代。石高は3500石。

## 生涯
享保4年（1719年）9月25日に上総大多喜藩主・松平正久の七男として生まれる。享保15年（1730年）11月17日に分家の当主で従兄にあたる松平正億の末期養子となり、12月27日に家督を相続する。享保16年（1731年）6月13日に初めて将軍吉宗に拝謁し、大蔵と改名する。享保20年（1735年）1月13日から元文2年（1737年）8月23日まで牛込口門番を勤める。寛保元年（1741年）11月2日、中奥小姓となる。延享元年（1744年）10月7日、従五位下・飛騨守に叙任される。宝暦5年（1755年）8月28日、新番頭となる。跡継ぎがいなかったため、宝暦7年（1757年）4月9日に実兄松平正武の次男の亀次郎（方政）を婿養子とする。宝暦10年（1760年）11月9日、小姓組番頭となる。明和2年（1765年）8月22日、市正と改名する（酒井飛騨守忠香が西丸若年寄に就任したため）。11月15日に書院番頭となる。明和4年（1767年）8月、大病を患っていた嫡子方政を廃嫡する。明和5年（1768年）6月6日に死去。享年50（公的には55）。家督は嫡孫の友吉（松平正愛）が相続した。